# Kanno Tetsuya
Kanno Tetsuya (菅野哲也 Kanno Tetsuya, sinh ngày 30 tháng 8 năm 1989) là một cầu thủ bóng đá người Nhật Bản.

## Thống kê câu lạc bộ
Cập nhật đến ngày 23 tháng 2 năm 2016.
| Thành tích câu lạc bộ | Thành tích câu lạc bộ | Thành tích câu lạc bộ | Giải vô địch | Giải vô địch | Cúp                   | Cúp                   | Tổng cộng | Tổng cộng |
| Mùa giải              | Câu lạc bộ            | Giải vô địch          | Số trận      | Bàn thắng    | Số trận               | Bàn thắng             | Số trận   | Bàn thắng |
| Nhật Bản              | Nhật Bản              | Nhật Bản              | Giải vô địch | Giải vô địch | Cúp Hoàng đế Nhật Bản | Cúp Hoàng đế Nhật Bản | Tổng cộng | Tổng cộng |
| --------------------- | --------------------- | --------------------- | ------------ | ------------ | --------------------- | --------------------- | --------- | --------- |
| 2008                  | Shonan Bellmare       | J2 League             | 0            | 0            | 0                     | 0                     | 0         | 0         |
| 2009                  | Shonan Bellmare       | J2 League             | 0            | 0            | 0                     | 0                     | 0         | 0         |
| 2010                  | Zweigen Kanazawa      | JFL                   | 25           | 1            | 2                     | 0                     | 27        | 1         |
| 2011                  | Zweigen Kanazawa      | JFL                   | 31           | 5            | 2                     | 0                     | 33        | 5         |
| 2012                  | SC Sagamihara         | JRL                   | 15           | 3            | –                     | –                     | 15        | 3         |
| 2013                  | SC Sagamihara         | JFL                   | 29           | 8            | –                     | –                     | 29        | 8         |
| 2014                  | SC Sagamihara         | J3 League             | 33           | 6            | –                     | –                     | 33        | 6         |
| 2015                  | Nagano Parceiro       | J3 League             | 17           | 2            | 1                     | 0                     | 18        | 2         |
| Tổng                  | Tổng                  | Tổng                  | 160          | 25           | 5                     | 0                     | 165       | 25        |